# Patronage Sainte Anne
Patronage Sainte Anne is een voetbalclub uit Congo-Brazzaville uit de hoofdstad Brazzaville. Ze spelen in de Premier League, de nationale voetbalcompetitie van het land. De club was in een ver verleden relatief succesvol, want in 1969 en 1986 veroverde het de landstitel. In 1988 wonnen ze tevens de beker.

## Palmares
- Landskampioen

1969, 1986
- Beker van Congo-Brazzaville

1988